# Schloss Crollage

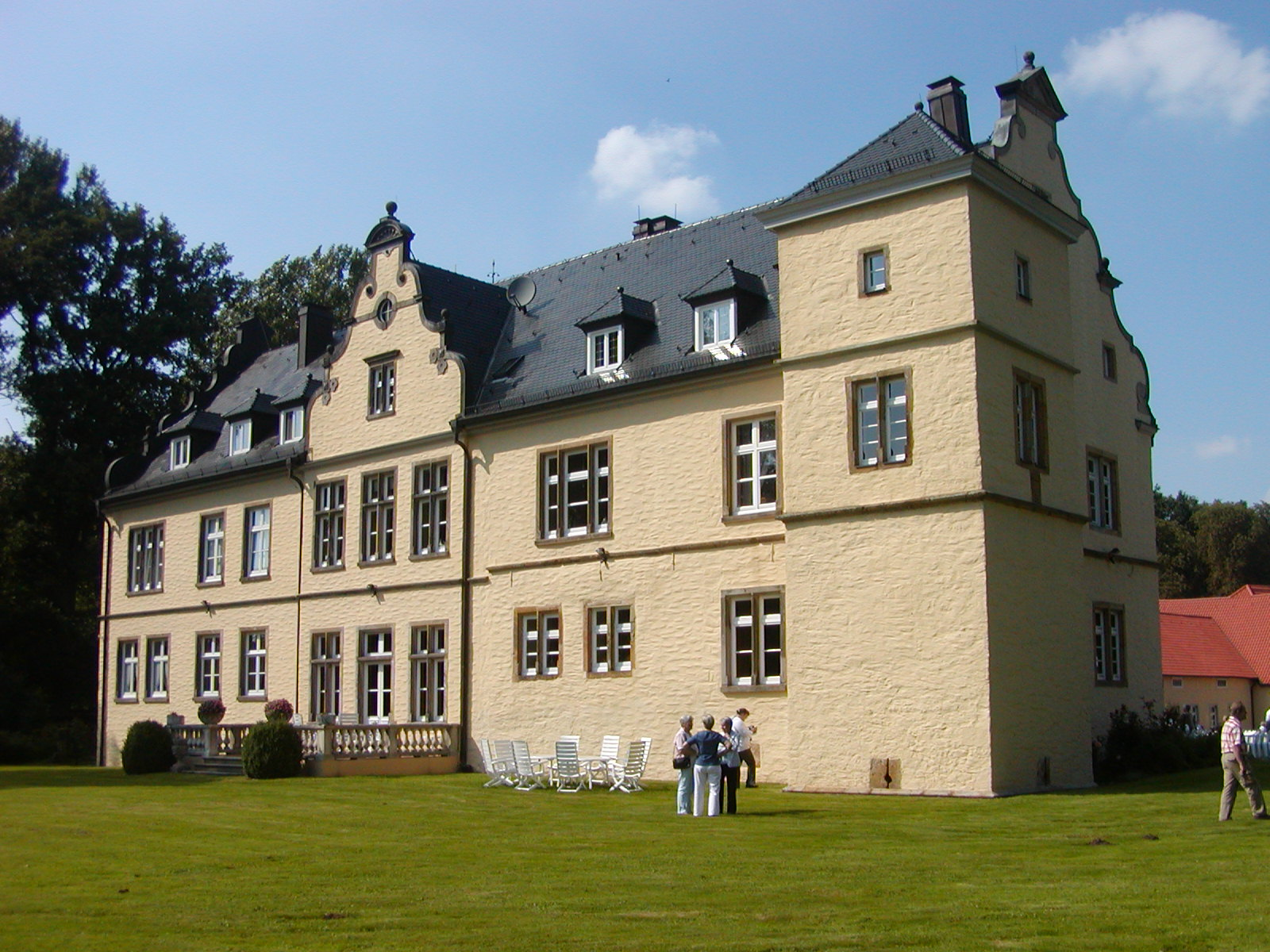
Schloss Crollage

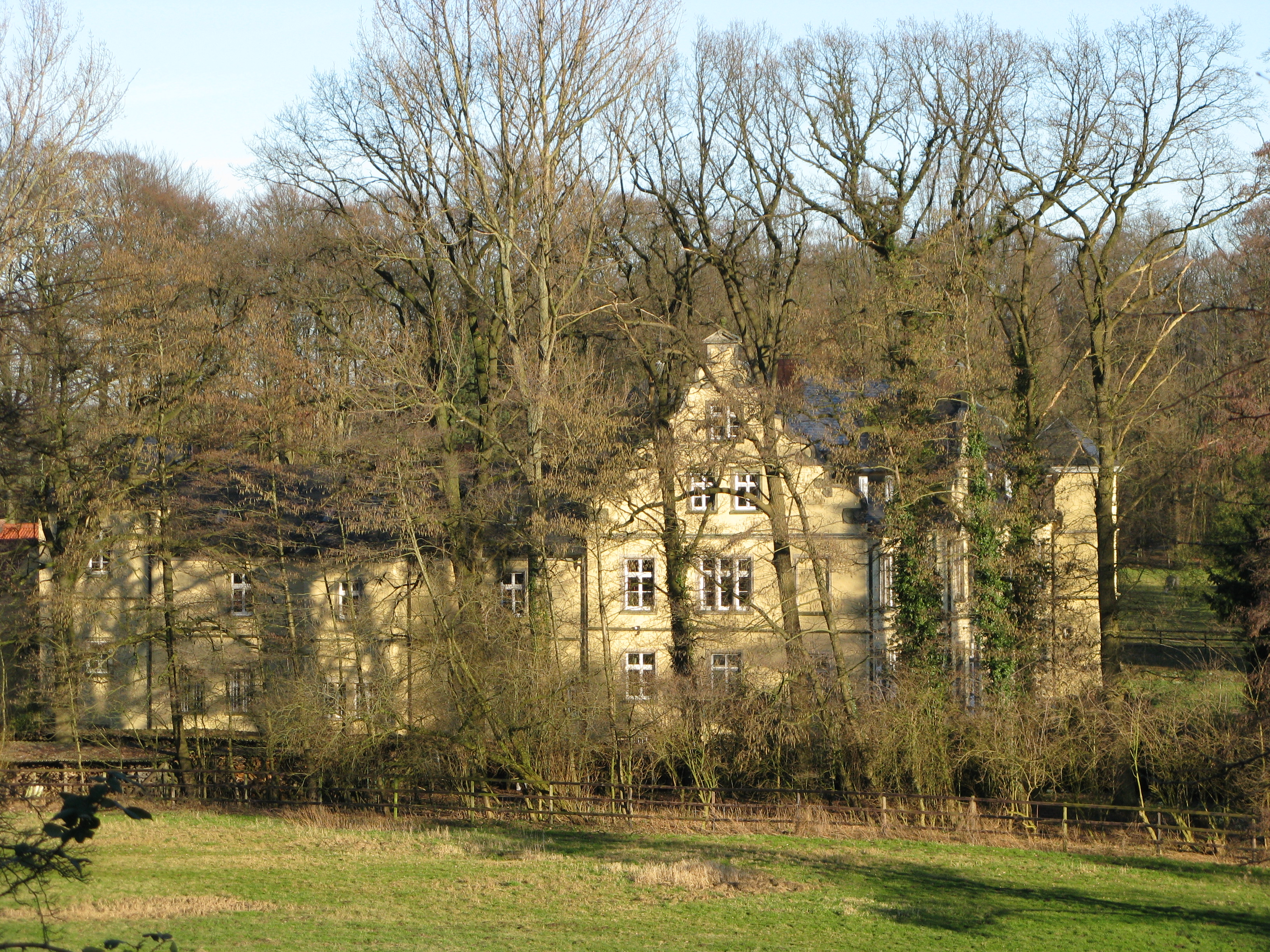
Ansicht auf Schloss Crollage von Südwesten

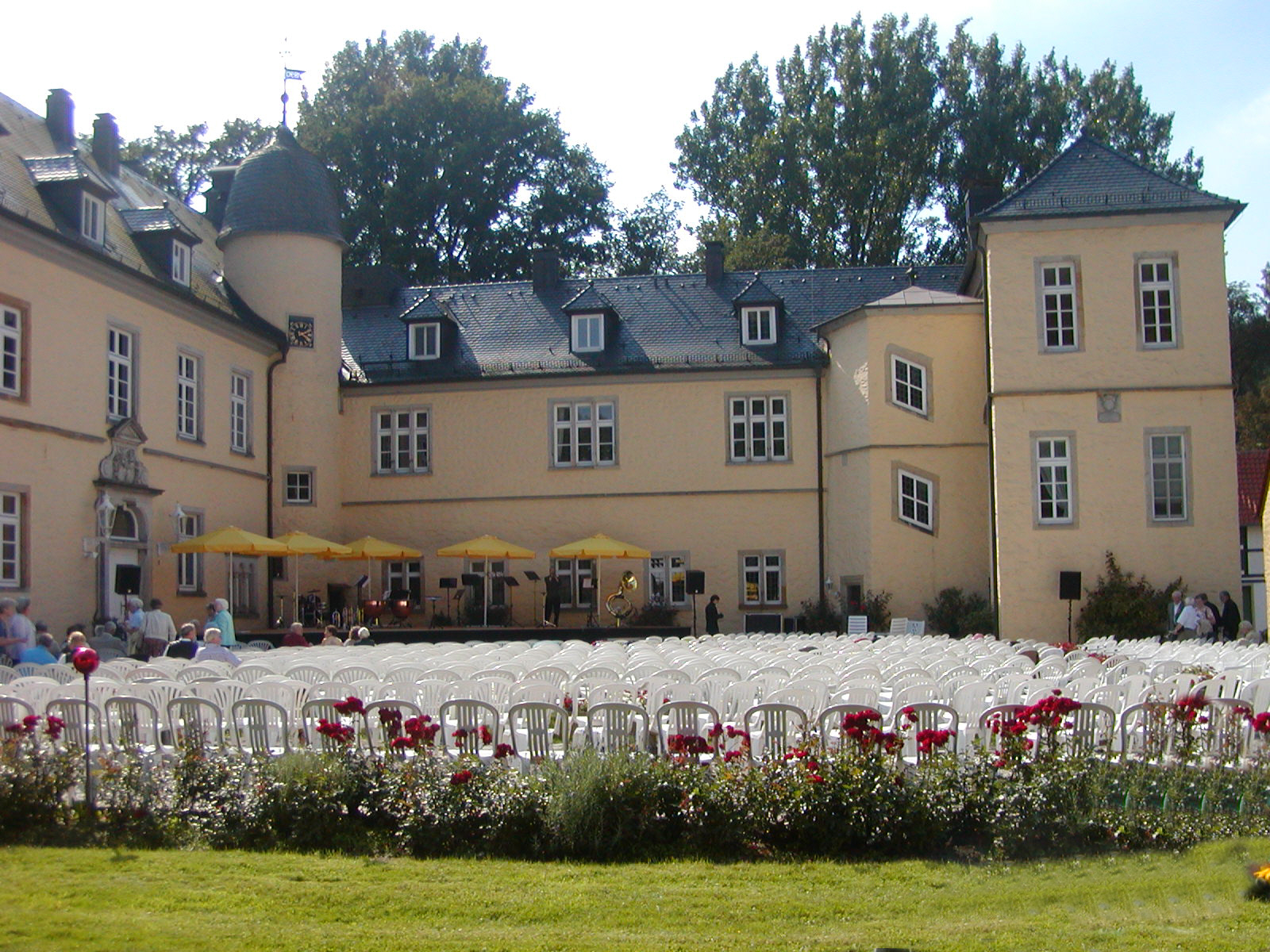
Innenhof Schloss Crollage

Das Schloss Crollage  ist ein im 14. Jahrhundert errichtetes Rittergut in Preußisch Oldendorf im Kreis Minden-Lübbecke. Es steht rund 1,5 km südlich der Ortschaft Bad Holzhausen im Tal der Großen Aue an der Nordseite des Wiehengebirges.

## Geschichte
Erstmals wird das Schloss Crollage 1350 als Rittergut erwähnt. Es war ein Lehen des Klosters Herford. Erster Eigentümer war der Ritter Bertold von Haren. Anfang des 16. Jahrhunderts kam das Gut durch eine Heirat in die Familie von Langen. Herbort von Langen ließ 1578 statt der Gutsgebäude das Schloss im Stil der Weserrenaissance errichten. 
Ab 1623 war es im Besitz der Familie von Ledebur. Gerhard Jan von Ledebur ließ das Schloss von 1664 bis 1668 erweitern und umbauen, wobei der Baustil erhalten blieb. 1856 wurde nochmals umgebaut. Die Familie von Ledebur verkaufte das Gut 1968 an den Dipl.-Landwirt H. Rafflenbeul, der das Schloss umfassend renovieren ließ und den landwirtschaftlichen Betrieb modernisierte und erweiterte.
1859 wurde auf Schloss Crollage Wilhelm von Ledebur und 1868 Luise von Bodelschwingh, geb. von Ledebur, geboren.

## Heutige Nutzung
Das Gut wird auch heute noch landwirtschaftlich genutzt (s. Gut Renkhausen). Der ehemalige Gutspark ist noch zu erkennen.
Der Kreis Minden-Lübbecke veranstaltet zur Förderung von Kunst und Kultur in Kooperation mit dem Verein Herrenhäuser und ihre Parks im Mühlenkreis Kammerkonzerte im Garten des Schlosses.